# Mike Salter
Michael Salter ou Saulter dit Nigger Mike, né probablement en 1868 et mort le 15 décembre 1922 à Coney Island dans l'état de New York, est un américain d'origine russe connu pour avoir ouvert un prestigieux saloon, le Pelham Café, dans le quartier de Chinatown de New York, et pour avoir été une des figures du monde interlope de New-York.

## Biographie
Mike Salter ouvre probablement le premier saloon, le Pelham Café, qui, en plus des services classiques de prostitution hôtelière, de trafic de stupéfiants, de bar devient un cabaret restaurant  qui attire aussi bien les gangsters de Manhattan que les touristes et des membres de la haute société en mal de sensations,,.
Mike Salter passe à la postérité pour avoir engagé en 1905 Irving Berlin comme garçon de café et chanteur. C'est dans ce cadre qu'Irving Berlin crée sa première chanson Marie From Sunny Italy.
Mike Salter décède des suites d'un infarctus à l’hôpital de Coney Island.
Mike Salter repose au Washington Cemetery de Brooklyn.